# فرودگاه بین‌المللی نیو پون
 فرودگاه بین‌المللی جدید پونا (به انگلیسی: New Pune International Airport) یک فرودگاه همگانی است که قرار است بزودی در نزدیکی شهر پونای هند ساخته شود. از آنجا که فرودگاه کنونی شهر امکان توسعه ندارد، دولت ایالت ماهاراشترا تصمیم به ساخت فرودگاهی بزرگتر گرفته تا بتواند پاسخگوی نیاز کلانشهر پونا و حومهٔ آن باشد. هنوز مکان دقیق ساخت فرودگاه مشخص نشده است.